# Veinte años y un día
Veinte años y un día (título en francés: Vingt ans et un jour) es una novela de Jorge Semprún, publicada en español en 2003 y al año siguiente en versión francesa en traducción de Serge Mestre.
Casi autobiográfica como la mayoría de los libros de Jorge Semprún, su acción se desarrolla durante el año 1956, poco después de las grandes manifestaciones estudiantiles contra la dictadura franquista.

## Presentación
El título Veinte años y un día representa el castigo que la justicia franquista reservó a los líderes políticos de la oposición clandestina. Jorge Semprún pinta el retrato de un país todavía traumatizado por la terrible guerra civil que le dejó huellas duraderas pero al que también le gusta pensar en el futuro y en la posible reconciliación. Los relatos y anécdotas se mezclan y enredan -como suele ocurrir en Semprun- en torno a una historia central sorprendente, romántica y teatral, donde no hay que fiarse de las apariencias, sobre todo con un narrador que "avanza enmascarado". Es el verano de 1956 en España y un historiador estadounidense llamado Michael Leidson llega al país para investigar la guerra civil. Esto no ofrece nada muy original pero no todo saldrá según lo planeado.
Para su gran sorpresa, este hombre con su visión exterior, aunque hable bien el idioma local, se verá enfrentado a acontecimientos muy extraños. En la Maestranza, una gran propiedad de la región, creyó ingenuamente estar presenciando un ritual de veinte años de antigüedad: desde 1936, año en el que los campesinos asesinaron al joven que iba a heredar esta rica propiedad, esta numerosa familia ha recreado cada año las escenas de su muerte. Pero esta vez, este tipo de ceremonia expiatoria no se desarrolla como de costumbre: Michael Leidson asistirá al entierro de uno de los asesinos de la víctima y, además, uno de sus mejores amigos de la infancia.

## Resumen
Surgen muchas preguntas sobre esta misteriosa ceremonia: es como una novela policíaca, el enigma se plantea desde el principio y hay que volver a los hechos, a la biografía de los protagonistas, a lo que pudo haber pasado.
Extraña ceremonia por cierto en el vasto dominio de La Maestranza, en la cripta, se preparan para enterrar juntos al maestro José María y al criado Chema, principales responsables del levantamiento de los jornaleros el 18 de julio de 1936. ¿Qué pasó aquel día en la Maestranza?  ¿Por qué este tiroteo, cuando nadie culpaba a estos patrones, los campesinos sólo querían colectivizar la finca?  ¿Por qué tanto tiempo después de proceder a este entierro común, que parece escandaloso? 
En julio de 1956, en el pequeño pueblo de Quismondo, cerca de Toledo, en la España profunda, los habitantes de la finca de la Maestranza se preparan para celebrar el vigésimo aniversario del inicio de la guerra civil y del asesinato el 18 de julio de 1936 de uno de los tres hermanos propietarios de la finca: "Esta muerte -escribe Semprún-, aunque fue la causa de todo, no era lo más importante. Había muchos sucesos en esos días. Lo más interesante fue lo que sucedió después. Cada año, de hecho, desde el final de la guerra civil, la familia -la viuda y los hermanos del difunto- organizaban una conmemoración el 18 de julio. No solo una misa ni nada por el estilo, sino una auténtica ceremonia expiatoria y teatral. Los campesinos de la hacienda tenían que reproducir el famoso asesinato: fingir que lo reproducían, por supuesto. »
Esta ceremonia recordaba extrañamente a aquellas pequeñas obras de teatro en un acto representadas para la fiesta del Santísimo Sacramento, en la España del siglo XVII, una tradición que incluso un hombre como Ernest Hemingway, aunque acostumbrado a la guerra, encontraba de muy mal gusto. Este recurso a un viejo simbolismo cristiano y el retorno a un orden social restablecido brutalmente por el franquismo reavivaron los odios inexpiables nacidos de la guerra civil y crearon una culpa que nos impedía mirar hacia el futuro.
Aunque Jorge Semprun escribió el guión de La guerra ha terminado, todavía está presente en los corazones y en las mentes y tenemos que atravesar los misterios de los recuerdos para verlo un poco más claro... Jorge Semprún dibuja un país que se busca a sí mismo en la dura realidad del franquismo de los años 50, de una represión policial que niega la esperanza de cambio que emerge entre la juventud. La propia Iglesia católica está muy dividida y, aunque la jerarquía ha elegido el bando franquista, uno de los hermanos del difunto descrito por Semprun, padre jesuita y lector de Marx, no duda en pasar de contrabando sus obras.
Pero la sociedad sigue anestesiada, las mujeres son sumisas, propiedad de la familia en este mundo dominado por los hombres donde las personas son prisioneras de sus prejuicios, donde el matrimonio todavía se considera un mal menor, un compromiso con el pecado. El cuadro que pinta Jorge Semprún es como una obra impresionista, el conjunto adquiere densidad mediante pequeños toques sucesivos, constantes idas y venidas que se remontan al año 1935 para luego saltar al otoño de 1985. Pero en julio de 1956, a pesar de algunos intentos de cambio, las huelgas estudiantiles, nada había cambiado todavía en España.

## Entrevista a Jorge Semprún

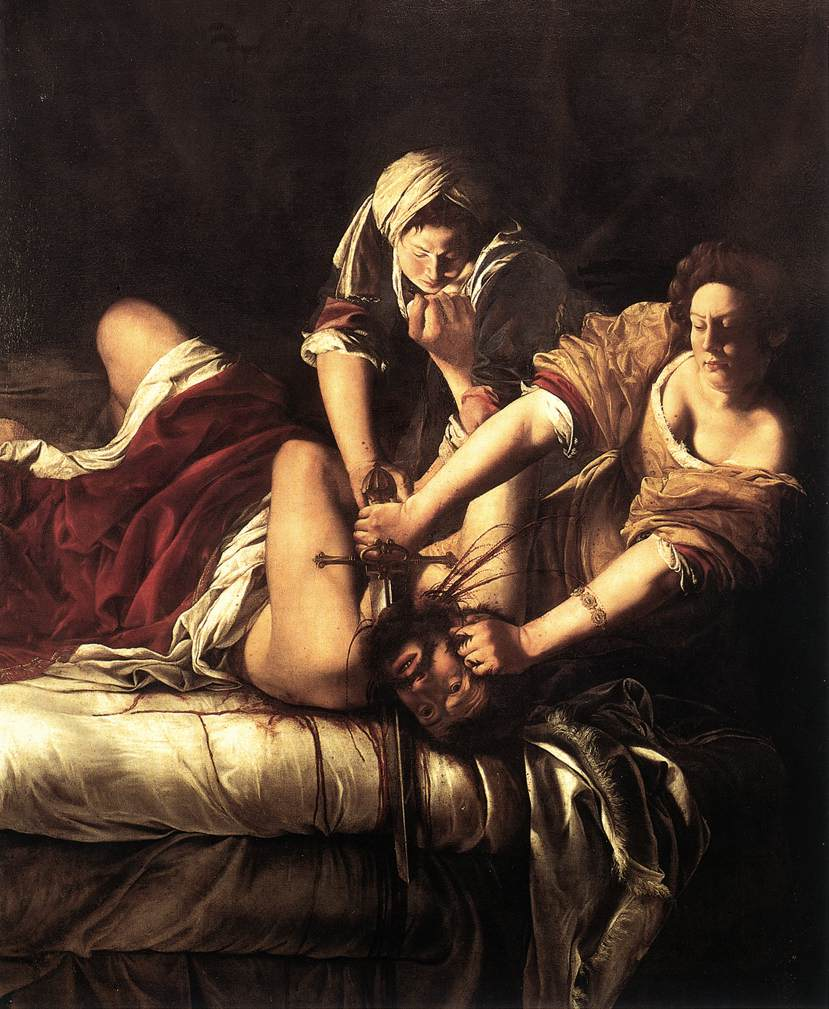
Judit y Holofernes (Nápoles)

Con motivo de la publicación de este libro, Jorge Semprún es entrevistado por su editor y da algunos detalles sobre su planteamiento.
- Respecto al título que eligió, dice:

“ (Veinte años), este es el tiempo que ha transcurrido entre los dos episodios principales de la historia: 18 de julio de 1936 cuando es asesinado un terrateniente y julio de 1956, año en el que se desarrolla la novela. Era también el “arancel” que soportaban todos los dirigentes clandestinos antifranquistas. El día añadido hizo que el proceso de libertad condicional fuera mucho más difícil. Por tanto, este día extra fue el día fatídico. Hay un juego de espejos entre la temporalidad de las dos partes del relato, la de la experiencia y la de la memoria, y el dolor que amenaza al personaje de Federico Sánchez.»
- Respecto a la historia, su realidad y su escritura, confía :

“ (Esta historia) es real en el sentido de que el primer relato de esta ceremonia expiatoria me lo contó un muy buen amigo, Domingo Dominguín. La forma en que relato las circunstancias de esta primera historia, durante un almuerzo en un restaurante de Madrid en presencia de Hemingway, es absolutamente acertada. Dominguín me lo contó por segunda vez en su propiedad familiar en La Companza, en este pueblo de Quismondo que realmente existe. La Companza, además, me sirvió de modelo para la finca de La Maestranza, que está completamente inventada. Finalmente, contó esta historia por tercera vez, con una gran cantidad de detalles nuevos. Pero con cada historia, la ubicación exacta varió: una vez fue la provincia de Toledo, otra en Extremadura ... Pero todavía tenía la confirmación indirecta de que la historia, al menos en su núcleo central, era real, ya que Pepe Dominguín, el hermano menor de Domingo, remarcó que "por una vez su hermano mayor contó una historia real" Luego, bordé... »
Por la historia en sí, admite jugar “ con esta historia, a veces como me la contaron, a veces como la conté yo. ¿Cuál es la versión ficticia, cuál es la versión real? ? ¡A veces ya no sé qué pertenece a la historia original y qué agregué! »
A esta observación de que “ Toda la novela está atravesada por un hilo rojo, y hasta rojo sangre : un cuadro que representa “ Judit y Holofernes », Jorge Semprún, que a los 16 años en 1939 descubrió un libro de Michel Leiris L'Âge d'Homme, lo explica así : “ Es una historia muy personal. [...] Hay en este libro un largo análisis del tema de Judit que me llamó mucho la atención. Como todo el que va a museos, he visto muchos Judith y Holofernes, es un tema clásico de la pintura renacentista, sobre todo italiana. Pero, y es absolutamente cierto, ver esta Judith de Artemisia Gentileschi en el Museo de Nápoles fue un shock. Inmediatamente, los elementos dispersos de esta novela, que todavía era como una nebulosa, comenzaron a cristalizar. Dicho esto, vi este cuadro en 1986. ¡Ya ves cuánto tiempo me llevó escribir el libro ! »

## Premios
Veinte años y un día obtuvo el premio José Manuel Lara de novela en 2004